# 約翰·威廉·史諾
約翰·威廉·史諾(英語：John William Snow，1939年8月2日—)，生於俄亥俄州托萊多市，法律學士及哲學博士，第73任美國財政部部長。他在2003年2月3日接替保羅·亨利·奧尼爾，但在2006年5月30日提出辭職。不久，乔治·沃克·布什便提名小亨利·梅里特·保爾森接任他的职务。

## 早年背景
生於1939年的史諾出身自托萊多，在高中時期曾經入讀俄亥俄州蓋茨米爾的吉爾摩學院。後來，先後畢業於肯揚學院及托萊多大學。1962年，考取文學學士。1965年，在弗吉尼亚大學考取經濟學博士。1965年至1967年，在馬里蘭大學學院市分校擔任經濟系副教授。1967年，在喬治華盛頓大学法学院取得法律學學士。1967至1972年，轉投在Wheeler & Wheeler位於華盛頓哥倫比亞特區的法律機構工作。
史諾與妻子卡羅蓮（Carolyn）現居於弗吉尼亚州列治文市，育有三名子女及四名孫。
1993年史諾的母校向他頒發榮譽法律學學士。除此之外，他也在美國交通部獲得突出成就獎，1978年至1980年在耶魯大學管理學院被譽為傑出研究員。
在吉米·卡特競選時期，史諾卻在1977年離開公僕生涯。1977年春天，他到了弗吉尼亚大學擔任經濟系客席教授，並且在美國企業研究所出任客席學者。

## 職涯

### 在尼克森及福特時期的公共服務
1972年，他離開了Wheeler & Wheeler，到喬治華盛頓大學法學院擔任法律系副教授。在三年任期內，他在美國政府擔任了一些職位。譬如：1972至1973年在美國交通部出任助理總法律顧問，1973至1974年在政策計劃及國際事務秘書處出任副助理，1974年至1975年在交通部出任政府事務助理秘書。

### 在鐵路工業的事業
他過去多年來在美國交通部的經驗正正大派用場，在1977年他成為切西系統的政府事務副主席。該公司掌管了美國三大鐵路：乞沙比克·俄亥俄鐵路公司，西馬里蘭鐵路和巴爾的摩·俄亥俄鐵路。
1980年，切西系統和海岸沿線工業公司合併成CSX運輸公司。從此，他成了新公司的企業服務高級副主席。1984年，他升任為執行副主席。
1985年，他擔任了巴爾的摩·俄亥俄鐵路的主席及行政總裁。1986年，他更晉升為CSX運輸公司的行政總裁。1988年，他退居於營運總監。1991年，他又擔任了CSX運輸公司主席一職。

### 再次擔任公職
當朗奴·列根在1980年競選總統時，史諾成了他四人政策諮詢小組的成員。隨著競選成功後，總統便委任他為交通過度小組的副主席。
當時史諾為了建設無毒品的美國而繼續服務白宮，還有擔任美國貿易代表的服務政策諮詢委員、國家金融機構改革委員會的主席、國家多模式交通委員會、國家經濟增長及稅務改革委員會、弗吉尼亞美術博物館受託人及列治文市校董會會員。
1994至1996年間，他擔任了美國商業圓桌主席。那裡雲集了美國最大企業的250名行政總裁，扮演積極支持北美自由貿易協定的角色。

## 財政部部長

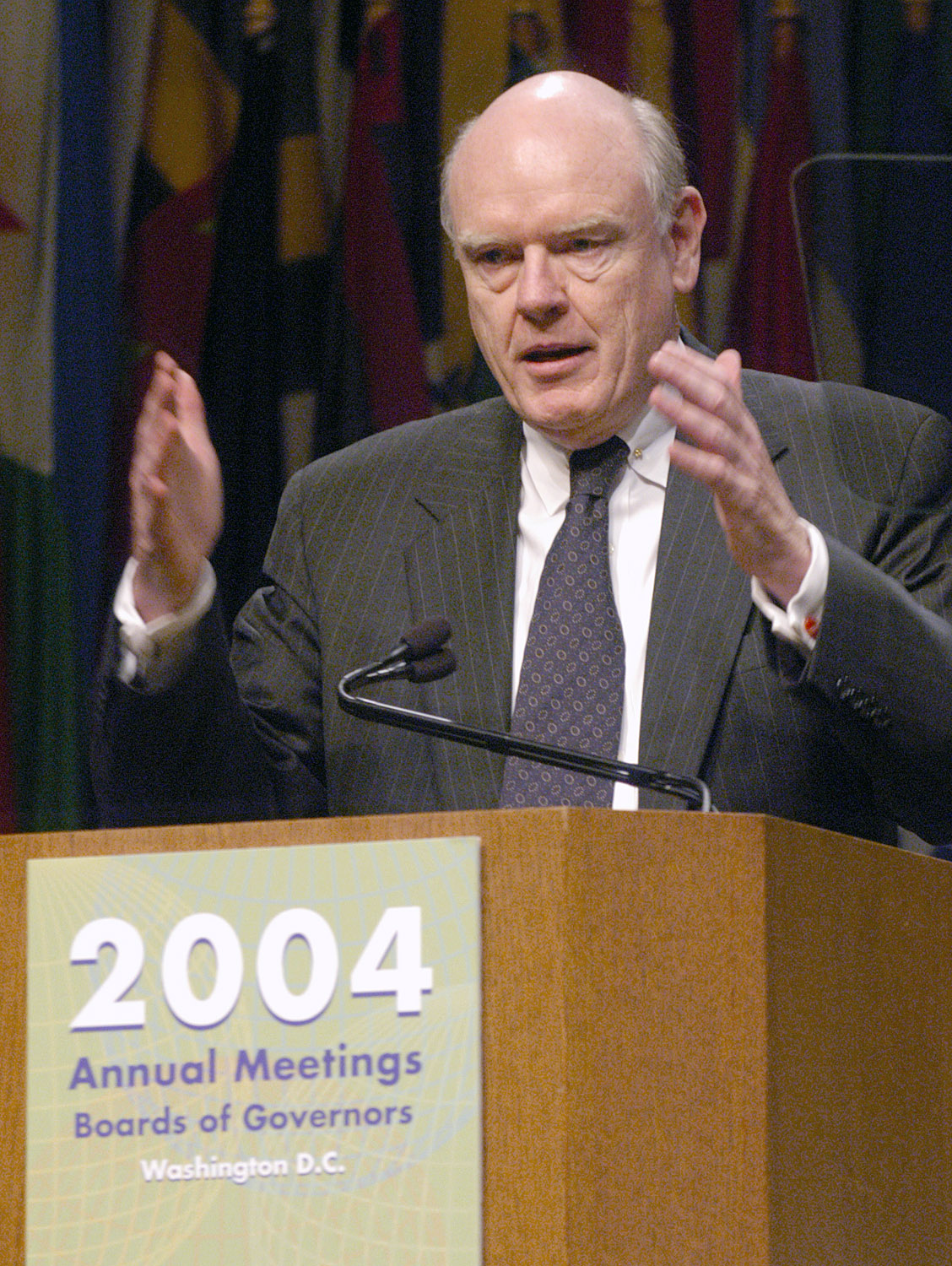
史諾出席2004年度國際貨幣基金會/世界銀行年會

2003年1月13日史諾被美國總統喬治·布殊提名為財政部部長並得到美國參議院的確認。他接替了保羅·亨利·奧尼爾的職務。
2004年5月，史諾的經紀被揭在2003年2月發購買了房利美及房地美的1000萬債務。當史諾發現後，他經紀便失去債權。財政道德律師發現這樣持有債權沒有利益衝突但會有潛在的利益衝突。
2006年5月26日，史諾提出辭職，並在7月3日生效。他說白宮在下一個星期作出公報。可是到了5月30日政府才正式公報。同日，喬治·布殊提名高盛證券行政總裁亨利·保爾森接替史諾。 

## 外部連結
- 白宮內約翰·W·史諾的簡介
- 財政部的個人簡介
- 財政部的視像網上廣播中心

| 前任： 保羅·亨利·奧尼爾 | 第73任美国财政部长 2003年2月3日－2006年6月28日 | 繼任： 小亨利·梅里特·保爾森 |